# Exhyalanthrax melanopleurus
Exhyalanthrax melanopleurus är en tvåvingeart som först beskrevs av Mario Bezzi 1912.  Exhyalanthrax melanopleurus ingår i släktet Exhyalanthrax och familjen svävflugor. Inga underarter finns listade i Catalogue of Life.